# Ninewells
Ninewells est un quartier de la ville Dundee, en Écosse. Il est connu pour son hôpital, le plus grand de la ville. C'est ici que le philosophe David Hume a notamment passé son enfance.

## Transport
La plupart des lignes de bus de Dundee ont pour terminus l'hôpital de Ninewells. Avant la suppression des tramways de la ville en octobre 1956, le quartier constituait le terminus est de toutes les lignes.

## Histoire
Avant d'être absorbé par la ville de Dundee, Ninewells était un village situé au sud de la Perth Road.
L'hôpital de Ninewells est construit à l'emplacement des anciennes fermes dites de Menzieshill et de Gowriehill. Au XIXe siècle et au début du XXe siècle, on pouvait y trouver un magasin, des forgerons, une pépinière et un garage. Aujourd'hui, seul le garage existe toujours.